# Hilda Kuper
Hilda Beemer Kuper (Bulawayo, 23 augustus 1911 - Los Angeles, 23 april 1992) was een sociale antropoloog en vooral bekend van haar uitgebreide werk over de Swazicultuur. 

## Vroege leven
Hilda Beemer Kuper werd geboren als Hilda Beemer in Bulawayo, Zuid-Rhodesië. Haar ouders waren van Litouws-Joods en Oostenrijks-Joodse afkomst. Na de dood van haar vader verhuisde ze naar Zuid-Afrika. Ze studeerde eerst aan de Universiteit van de Witwatersrand en vervolgens aan de London School of Economics, waar ze onder begeleiding stond van de Pools-Britse antropoloog Malinowski. 

## Doctoraal veldwerk en een antropologische carrière
In 1934 won Kuper een beurs van het het International African Institute om in Swaziland te studeren.  In juli van dat jaar ontmoette ze op een onderwijsconferentie in Johannesburg Sobhuza II, de latere koning van Swaziland. Met de hulp van Sobhuza en Malinowski verhuisde Kuper naar het koninklijke dorp Lobamba en maakte zij kennis met Sobhuza's moeder, Lomawa . Kuper leerde hier Swazi en zette haar veldwerk voort.  Tijdens deze fase van Kuper's onderzoek naar de Swazicultuur publiceerde ze haar tweedelige proefschrift, An African Aristocracy: Rank among the Swazi (1947) en The Uniform of Color: a Study of White-Black Relationships in Swaziland (1947). 
Begin jaren vijftig verhuisde Kuper naar Durban.  Haar academische carrière concentreerde ze op de Indiase gemeenschap in de Natal- regio, dit onderzoek werd samengevat in haar publicatie Indian People in Natal (1960).   In 1953 ontving Kuper een senior lectoraat aan de Universiteit van Natal in Durban.  Naast haar academische werk, stichtte ze samen met haar man, Leo Kuper, de Liberale Partij in Natal. In 1960 werd Kuper uitgesloten van de vakgroep van diezelfde Universiteit dat in Swaziland werkte. Dat was apart aangezien Kuper een grote internationale reputatie heeft als expert op het gebied van de Swazi-samenleving. In die tijd ontstond bij de universiteit van Natal een ware leegloop van academici. Dit kwam mede door de intimidatie op liberalen en socialisten tijdens de apartheid in Zuid-Afrika.  
In 1961 verhuisden de Kupers naar Los Angeles, om te ontsnappen aan de intimidatie van liberalen die steeds vaker voorkwam tijdens de apartheid in Zuid-Afrika, en om haar man Leo in staat te stellen een hoogleraarschap in de sociologie aan de UCLA te aanvaarden, de universiteit waar ze zelf ook ging werken.     
Kuper publiceerde in 1963 de Swazi: een Zuid-Afrikaans koninkrijk en werd zelf benoemd tot hoogleraar antropologie aan de UCLA.   Kuper was een populaire lerares en won in 1969 een Guggenheim-fellowship.  
In 1972 werd Kuper persoonlijk benaderd door vertegenwoordigers van het koninklijke Swazifamilie om de officiële biografie van schrijven. In 1978 publiceerde de biografie van Sobhuza II, King Sobhuza II, Ngwenyama en King of Swaziland .
In 1990 ontving Kuper een eredoctoraat van de Universiteit van Swaziland.     

## Prijzen
| onderscheiding        | Toekennend orgaan                         | Jaar |
| --------------------- | ----------------------------------------- | ---- |
| Rivers Memorial Medal | Koninklijk Antropologisch Instituut       | 1961 |
| Guggenheim Fellowship | John Simon Guggenheim Memorial Foundation | 1969 |
| Eredoctoraat          | Universiteit van Swaziland                | 1990 |

## Privéleven
Kuper huwde Leo Kuper in 1936.  Ze hebben twee dochters gekregen, Mary en Jenny.
Kuper is nog vaak terug geweest naar het door haar geliefde Swaziland. De liefde was geheel wederzijds, in 1970 ontving zij hoogst persoonlijk van koning Sobhuza II de nationaliteit van Swaziland.

## Publicaties
- Kuper, Hilda (1947). An African aristocracy: rank among the Swazi. Oxford University Press. [3]
- Kuper, Hilda (1947). The uniform of colour, a study of white-black relationships in Swaziland. [4]
- Kuper, Hilda (1950). African systems of kinship and marriage. [5]
- Kuper, Hilda (1954). The Shona and Ndebele of Southern Rhodesia. [6]
- Kuper, Hilda (1956). An Ethnographic Description of a Tamil-Hindu Marriage in Durban. [7]
- Kuper, Hilda (1959). An ethnographic description of Kavady, a Hindu ceremony in South Africa. [8]
- Kuper, Hilda (1960). Indian people in Natal. [9]
- Kuper, Hilda (1963). The Swazi: a South African kingdom. [10]
- Kuper, Hilda (1965). African law: adaptation and development. [11]
- Kuper, Hilda (1965). Bite of hunger: a novel of Africa. [12]
- Kuper, Hilda (1965). Urbanization and migration in West Africa. [13]
- Kuper, Hilda (1970). A witch in my heart: a play set in Swaziland in the 1930s. [14]
- Kuper, Hilda (1970). Sobhuza II, Ngwenyama and King of Swaziland: the story of an hereditary ruler and his country. [15]
- Kuper, Hilda (1981). South Africa: human rights and genocide. [16]